# Chalcionellus splendidulus
Chalcionellus splendidulus är en skalbaggsart som först beskrevs av Schmidt 1890.  Chalcionellus splendidulus ingår i släktet Chalcionellus och familjen stumpbaggar. Inga underarter finns listade i Catalogue of Life.